# مادریگال (فیلم)
مادریگال یک فیلم درام علمی–تخیلی کوبایی، به کارگردانی فرناندو پرز است. در این فیلم بازیگرانی همچون کارلوس انریکه المیرنت،آنا دِ آرماس، لیلی چاویانو، لوئیس آلبرتو گارسیا و کارلا سانچز ایفای نقش می‌کنند. مادریگال در ۳۰ مارس ۲۰۰۷ اکران شد.

## خلاصه داستان
تنها یک تماشاگر در تئاتر وجود دارد، اما به هر حال نمایش آغاز می‌شود. وقتی خاویر به روی صحنه می‌رود تا تنها پارلمانش را اجرا کند، آن تماشاگر به او خیره می‌شود و ناگهان بلند شده و آنجا را ترک می‌کند. خاویر به جستجوی آن تماشاگر مرموز می‌شود تا اینکه او را می‌یابد. لویسیتا دختری پر از اسرار و ثروتمند است به عنوان مثال: خانه‌ای پر زرق و برق داشت، در حالی که خاویر بی‌خانمان است. ماجرای عاشقانه بین این دو به احساس شور و اشتیاق شدیدی تبدیل می‌شود به طوری که در انتها شخصیت اصلی داستان قربانی بازی خود می‌شود.

## این فیلم در گذشته
- جایزه فرشته، جشنواره فیلم آمریکای لاتین در اوترخت، هلند، سال ۲۰۰۷
- نقره از دلفین به رائول پرز آورتا برای بهترین عکاسی، بیست و سومین جشنواره بین‌المللی ستوبال، فستوریا، پرتغال، سال ۲۰۰۷
- جایزه بهترین فیلمنامه، جشنواره فیلم لاتین، لس آنجلس، سال ۲۰۰۷